# Cueta arenosa
Cueta arenosa is een insect uit de familie van de mierenleeuwen (Myrmeleontidae), die tot de orde netvleugeligen (Neuroptera) behoort. 
Cueta arenosa is voor het eerst wetenschappelijk beschreven door Navás in 1913.